# 중앙주 (토고)

중앙주

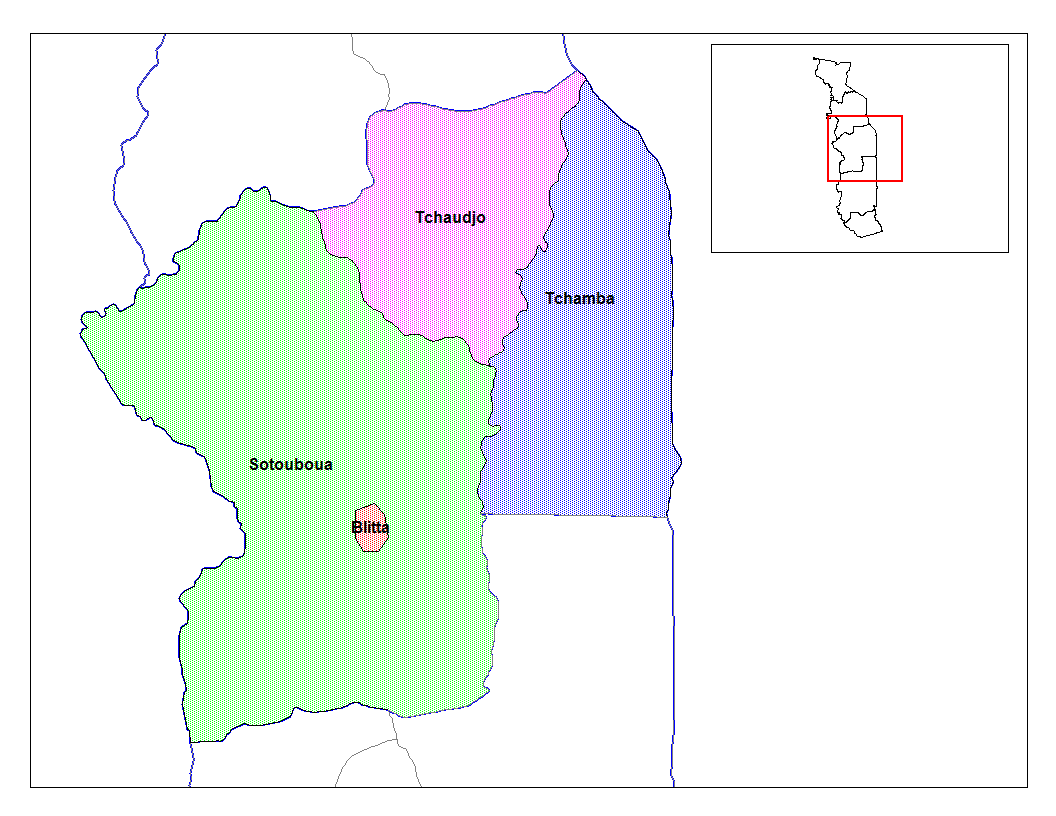
중앙주의 현

중앙주(中央州, 프랑스어: Région centrale)는 토고의 주로, 주도는 소코데이며 인구는 510,446명(2005년 기준), 면적은 13,182km2, 인구밀도는 20.42명/km2이다. 4개 현(블리타현, 소투부아현, 참바현, 초조현)을 관할하며 북쪽으로는 카라주, 남쪽으로는 플라토주와 인접해 있고 서쪽으로는 가나, 동쪽으로는 베냉과 국경을 맞대고 있다.

## 같이 보기
- 토고의 행정 구역